# Pallacanestro ai IV Giochi della Francofonia
Il torneo di pallacanestro ai IV Giochi della Francofonia si è svolto ad Ottawa, nel 2001.
Si è svolto solo il torneo femminile.

## Medagliere
| Posiz. | Nazione  | Oro | Argento | Bronzo | Totale |
| ------ | -------- | --- | ------- | ------ | ------ |
| 1      | Polonia  | 1   | 0       | 0      | 1      |
| 2      | Romania  | 0   | 1       | 0      | 1      |
| 3      | Lituania | 0   | 0       | 1      | 1      |
| Totale | Totale   | 1   | 1       | 1      | 3      |